# 케시 로저스

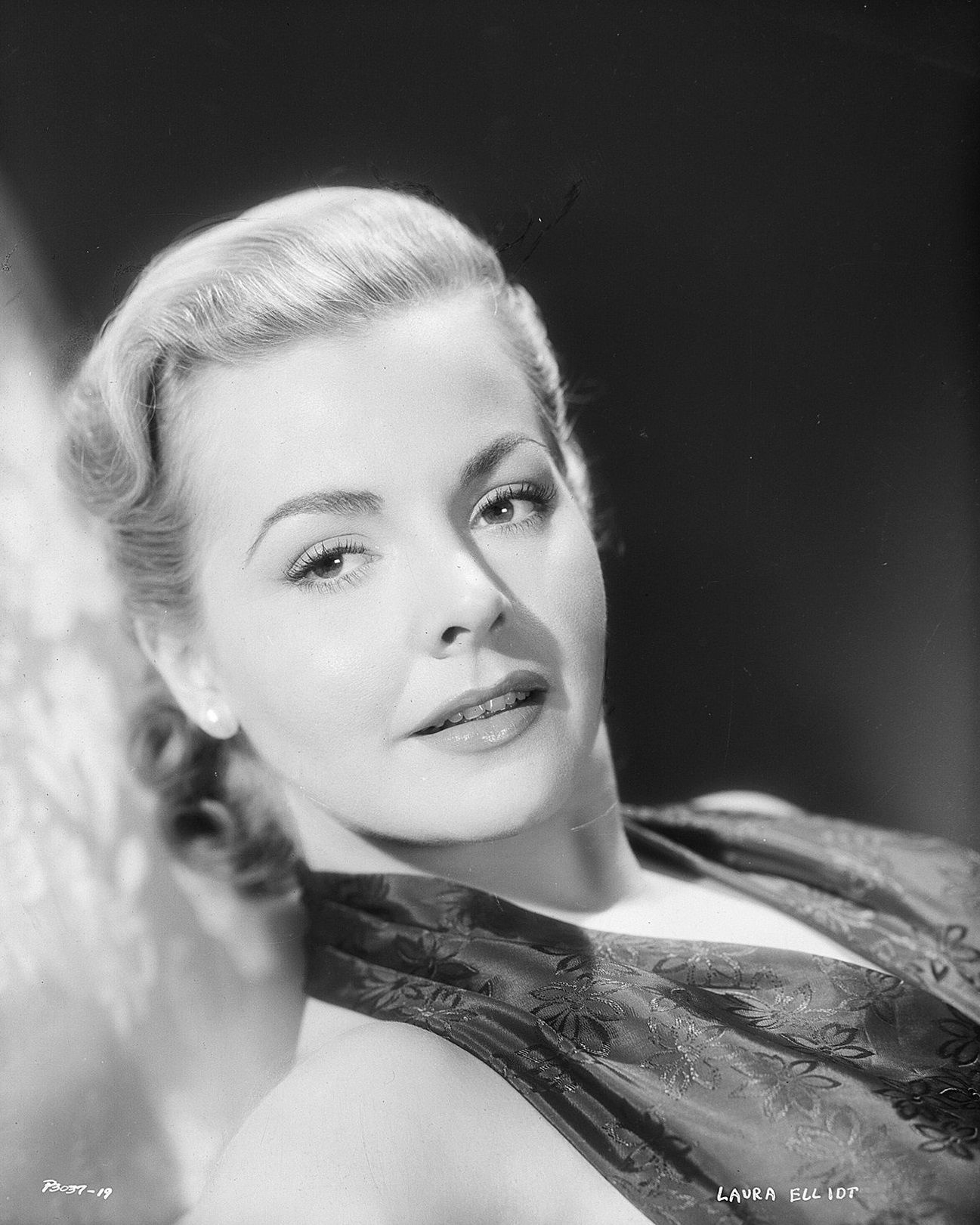

케시 로저스(Kasey Rogers, 1925년 12월 15일 ~ 2006년 7월 6일)는 미국의 배우, 텔레비전 배우, 레이스카 드라이버, 영화배우이다.
미주리주에서 태어났으며 로스앤젤레스에서 사망하였다. 사인은 식도암이다. 포리스트 론 메모리얼 파크에 매장되었다.

## 영화
- 스위스 패밀리 로빈슨: 로스트 인 더 정글 (2000년)
- 아내는 요술쟁이 (1964년)
- 페이튼 플레이스 - TV 시리즈 (1964년)
- 페리 메이슨 (1957년)
- 콜트45 (1957년)
- 어바웃 미스터 레슬리 (1954년)
- 투 로스트 월드 (1951년)
- 마이 페이버릿 스파이 (1951년)
- 세계가 충돌할 때 (1951년)
- 히어 컴스 더 그룸 (1951년)
- 교배 기간 (1951년)
- 열차 안의 낯선 자들 (1951년) - 미리엄 조이스 헤인즈 역
- 젊은이의 양지 (1951년)
- 탑 오 더 모닝 (1949년)
- 삼손과 데릴라 (1949년)